# Wola Wiewiecka
Wola Wiewiecka [pronunciación en polaco: /ˈvɔla vjɛˈvjɛt͡ska/] es un pueblo ubicado en el distrito administrativo de Gmina Strzelce Wielkie, dentro del distrito de Pajęczno, Voivodato de Łódź, en Polonia central. Se encuentra aproximadamente a 9 kilómetros al este de Strzelce Wielkie, a 19 kilómetros al este de Pajęczno, y a 76 kilómetros al sur de la capital regional Łódź.